# Ліїва (Виру)
Ліїва (ест. Liiva) — село в Естонії, входить до складу волості Виру, повіту Вирумаа. До 2017 року входило до складу волості Симерпалу.